# Istiompax indica
Istiompax indica, también conocido como marlín negro, es una especie de actinopterigio de la familia de los istiofóridos. Es la única especie de su género Istiompax. Fue clasificado por Georges Cuvier en 1832; originalmente llamado Tetrapturus indicus.
Es utilizada para fines recreativos y comerciales.

## Distribución y estatus
La especie está presente en el océano Índico y Pacífico.
Según la Lista Roja de Especies Amenazadas de la UICN, el estado de conservación del marlín presenta «datos insuficientes».